# Глухотко Анатолій Костянтинович
Анатолій Костянтинович Глухотко (рос. Анатолий Константинович Глухотко; нар. 1 червня 1938, Сталінськ, Новосибірська область, РРФСР — пом. ?, Сталінськ, Новосибірська область, РРФСР) — радянський футболіст, воротар. Майстер спорту СРСР.

## Життєпис
Вихованець ДЮСШ «Металург-Кузбас» (Сталінськ) з 1952 року. 1957 року дебютував у місцевій команді класу «Б» «Металург». Завершення сезону 1959 року провів у «Хіміку» (Кемерово). У 1960 році опинився в московському «Торпедо», де відразу став основним воротарем і в перший же рік виграв з командою чемпіонат і кубок країни. У 1961 році став віце-чемпіоном та фіналістом кубку (у матчах Кубку не грав). Після призову до армії у 1963—1965 роках грав в армійських командах Москви (10 матчів), Ростова-на-Дону (16 поєдинків) та Севастополя (11 поєдинків). Потім грав у білоруських клубах «Динамо» Мінськ (1966—1969), «Німан» Гродно (1970) та «Гомсільмаш» Гомель (1971—1973).
За наявними даними, помер у Новокузнецьку.